# Lundin Mining
A Lundin Mining é uma empresa de exploração mineira sueco-canadiana, fundada em 1994 por Adolf Lundin, tendo nessa altura o nome de "South Atlantic Diamonds Corp.". 
A empresa é proprietária de minas em vários países: Brasil (Mina de Chapada), Suécia, Finlândia, Espanha, Portugal (Mina de Neves-Corvo), Irlanda, República Democrática do Congo, Mauritânia e Rússia.
A Lundin Mining está cotada nas bolsas de Estocolmo e de Toronto, tendo a sede em Toronto, no Canadá.